# تشم هندي (مقاطعة دهلران)
تشم هندي (بالفارسية: چم هندی) هي قرية تقع في قسم ابوغوير الريفي (مقاطعة دهلران) في إيران. يقدر عدد سكانها بـ 258 نسمة بحسب إحصاء 2016.